# Grimke (cràter)
Grimke és un cràter d'impacte en el planeta Venus de 34,8 km de diàmetre. Porta el nom de Sarah Grimke (1792-1873), feminista i abolicionista estatunidenca, i el seu nom va ser aprovat per la Unió Astronòmica Internacional el 1994.